# Tchokola
Tchokola est une localité du Cameroun située dans l'arrondissement de Dargala, le département du Diamaré et la région de l’Extrême-Nord. Elle fait partie du lawanat de Kahéo.

## Population
En 1975, la localité comptait 331 habitants, dont 260 Peuls et 71 Massa.
Lors du recensement de 2005, on y a dénombré 635 personnes.